# Tortue de poteau
 (mai 2025).
La mise en forme du texte ne suit pas les recommandations de Wikipédia : il faut le « wikifier ».
Les points d'amélioration suivants sont les cas les plus fréquents. Le détail des points à revoir est peut-être précisé sur la page de discussion.
- Les titres sont pré-formatés par le logiciel. Ils ne sont ni en capitales, ni en gras.
- Le texte ne doit pas être écrit en capitales (les noms de famille non plus), ni en gras, ni en italique, ni en « petit »…
- Le gras n'est utilisé que pour surligner le titre de l'article dans l'introduction, une seule fois.
- L'italique est rarement utilisé : mots en langue étrangère, titres d'œuvres, noms de bateaux, etc.
- Les citations ne sont pas en italique mais en corps de texte normal. Elles sont entourées par des guillemets français : « et ».
- Les listes à puces sont à éviter, des paragraphes rédigés étant largement préférés. Les tableaux sont à réserver à la présentation de données structurées (résultats, etc.).
- Les appels de note de bas de page (petits chiffres en exposant, introduits par l'outil «  Source ») sont à placer entre la fin de phrase et le point final[comme ça].
- Les liens internes (vers d'autres articles de Wikipédia) sont à choisir avec parcimonie. Créez des liens vers des articles approfondissant le sujet. Les termes génériques sans rapport avec le sujet sont à éviter, ainsi que les répétitions de liens vers un même terme.
- Les liens externes sont à placer uniquement dans une section « Liens externes », à la fin de l'article. Ces liens sont à choisir avec parcimonie suivant les règles définies. Si un lien sert de source à l'article, son insertion dans le texte est à faire par les notes de bas de page.
- La présentation des références doit suivre les conventions bibliographiques. Il est recommandé d'utiliser les modèles {{Ouvrage}}, {{Chapitre}}, {{Article}}, {{Lien web}} et/ou {{Bibliographie}}. Le mode d'édition visuel peut mettre en forme automatiquement les références.
- Insérer une infobox (cadre d'informations à droite) n'est pas obligatoire pour parachever la mise en page.

Pour une aide détaillée, merci de consulter Aide:Wikification.
Si vous pensez que ces points ont été résolus, vous pouvez retirer ce bandeau et améliorer la mise en forme d'un autre article.
 (juin 2022).

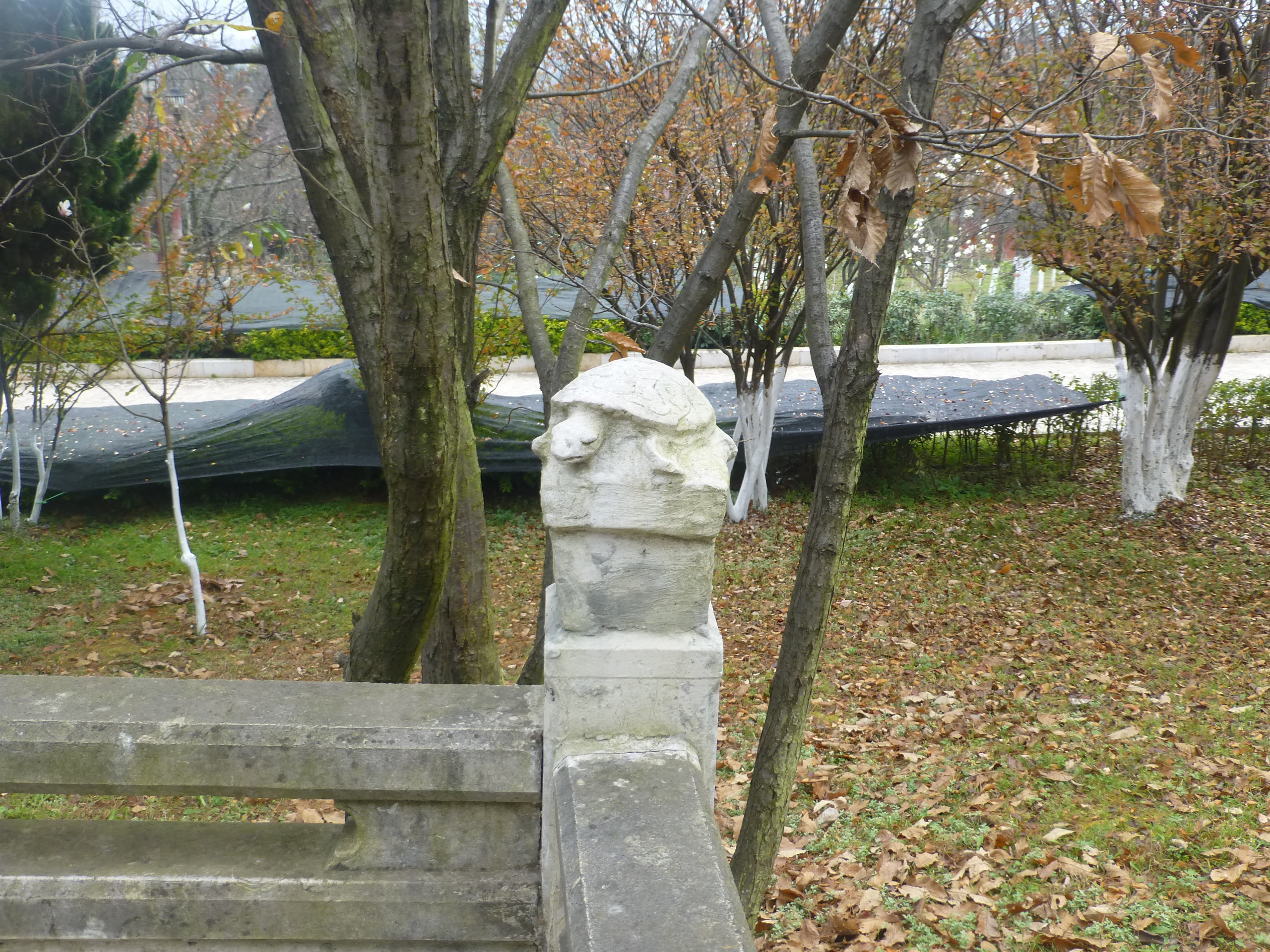
Tortue de pierre sur un poteau en pierre, sculpture dans un parc de Kunyang, Yunnan

La tortue de poteau (anglais : post turtle) est une expression régulièrement utilisée dans les discours politiques de divers pays, notamment en Amérique du Nord, qui est basée sur une vieille blague. Divers politiciens furent mentionnés par des critiques référençant la blague ou l'ont utilisé eux-mêmes, comme Bill Clinton, George W Bush, Barack Obama, Donald Trump, et Joe Biden.

## La blague
Un vieux propriétaire de ranch parle politique avec un jeune citadin, et compare un politicien à une "tortue de poteau". Le jeune homme, perplexe, ne comprend pas et lui demande ce qu'est une tortue de poteau.
Le vieil homme dit : "Quand tu conduis sur une départementale et que tu vois une clôture avec une tortue en équilibre sur un poteau, c'est une tortue de poteau. Tu sais qu'elle n'y est pas montée toute seule. Elle n'a pas sa place ici ; tu te demandes qui l'a mise là ; elle ne peut rien faire coincée là-haut ; et tu veux juste aider la pauvre à descendre."